# Neil Martin
Neil Martin (Tranent, 20 ottobre 1940) è un allenatore di calcio ed ex calciatore scozzese, di ruolo attaccante.

## Carriera

### Calciatore

#### Club
Martin inizia la carriera nell'Alloa Athletic, club militante nella cadetteria scozzese.
Nel 1961 passa per £2.000 al Queen of the South, ottenendo con il suo club la promozione in massima serie, grazie al secondo posto ottenuto nella Scottish Division Two 1961-1962. Nella sua prima stagione giocata in massima serie, la Scottish Division One 1962-1963, ottiene il quindicesimo posto finale e la permanenza di categoria.
Nel 1963 viene acquistato per £7.500 dall'Hibernian. Con gli Hibs ottiene nella stagione d'esordio il decimo posto in campionato. La stagione seguente ottiene con il suo club il quarto posto in campionato, mentre raggiunge la semifinale della Scottish League Cup 1964-1965.
Nel 1965 si trasferisce in Inghilterra per la cifra di £45.000, ingaggiato dal Sunderland. Con i Black Cats esordisce il 23 ottobre 1965 contro il Sheffield Weds, segnando anche una rete. Con il Sunderland gioca tre stagioni nella massima serie inglese e, con la prima squadra gioca 99 incontri segnando 46 reti tra campionato e coppe.
Nell'estate 1967 con il Sunderland disputò il campionato nordamericano organizzato dalla United Soccer Association: accadde infatti che tale campionato fu disputato da formazioni europee e sudamericane per conto delle franchigie ufficialmente iscritte al campionato, che per ragioni di tempo non avevano potuto allestire le proprie squadre. Il Sunderland rappresentò i Vancouver Royal Canadians, che conclusero la Western Division al quinto posto finale.
Nel 1968 viene acquistato per £90.000 dal Coventry City, con cui gioca tre stagioni in massima serie, ottenendo anche il sesto posto nella First Division 1969-1970, ottenendo così il diritto di partecipare alla Coppa delle Fiere 1970-1971. Nella competizione europea raggiunge i sedicesimi di finale, eliminato dai tedeschi del Bayern Monaco. Nella stagione 1968-1969 viene eletto miglior giocatore degli Sky Blues.
il 18 febbraio 1971 passa al Nottingham Forest per £66.000, con cui retrocederà in cadetteria la stagione seguente. Martin militerà con il Forest nella serie cadetta sino al 1975.
Nella stagione 1975-1976 la inizia al Brighton, club di terza serie, per poi passare a marzo al Crystal Palace.
Sempre nel 1976 torna in America per giocare nel S.A. Thunder, con cui ottiene il quarto posto nella Southern Division della North American Soccer League 1976.
Terminata l'esperienza texana, torna in Europa per giocare con gli irlandesi del St Patrick's, società in cui milita tre stagioni in massima serie.

#### Nazionale
Nel 1964 ha giocato un incontro amichevole, segnando una rete, con la maglia della nazionale Under-23 di calcio della Scozia. L'anno seguente ha disputato tre incontri, validi per le qualificazioni al campionato mondiale di calcio 1966 con la nazionale maggiore.

### Allenatore
Nella stagione 1981-1982 allena con Alan Buckley il Walsall.

## Statistiche

### Cronologia presenze e reti in nazionale
| Cronologia completa delle presenze e delle reti in nazionale ― Scozia | Cronologia completa delle presenze e delle reti in nazionale ― Scozia | Cronologia completa delle presenze e delle reti in nazionale ― Scozia | Cronologia completa delle presenze e delle reti in nazionale ― Scozia | Cronologia completa delle presenze e delle reti in nazionale ― Scozia | Cronologia completa delle presenze e delle reti in nazionale ― Scozia | Cronologia completa delle presenze e delle reti in nazionale ― Scozia | Cronologia completa delle presenze e delle reti in nazionale ― Scozia |
| Data                                                                  | Città                                                                 | In casa                                                               | Risultato                                                             | Ospiti                                                                | Competizione                                                          | Reti                                                                  | Note                                                                  |
| --------------------------------------------------------------------- | --------------------------------------------------------------------- | --------------------------------------------------------------------- | --------------------------------------------------------------------- | --------------------------------------------------------------------- | --------------------------------------------------------------------- | --------------------------------------------------------------------- | --------------------------------------------------------------------- |
| 23-5-1965                                                             | Chorzów                                                               | Polonia                                                               | 1 – 1                                                                 | Scozia                                                                | Qual. Mondiali 1966                                                   | -                                                                     |                                                                       |
| 27-5-1965                                                             | Helsinki                                                              | Finlandia                                                             | 1 – 2                                                                 | Scozia                                                                | Qual. Mondiali 1966                                                   | -                                                                     |                                                                       |
| 9-11-1965                                                             | Glasgow                                                               | Scozia                                                                | 1 – 0                                                                 | Italia                                                                | Qual. Mondiali 1966                                                   | -                                                                     |                                                                       |
| Totale                                                                |                                                                       | Presenze                                                              | 3                                                                     |                                                                       | Reti                                                                  | 0                                                                     |                                                                       |